# Paolo Ghelardini
Paolo Ghelardini, noto anche con lo pseudonimo di Cioz o Pigi (Roma, 29 settembre 1944), è un fumettista italiano noto soprattutto per la sua prolifica attività nel campo dei fumetti per adulti pubblicati dalla Edifumetto e dalla Ediperiodici.

## Biografia
Nasce a Roma ma la famiglia si trasferì poi in Lombardia, dove si laureò in Lettere; dopo aver fatto diversi lavori, iniziò a collaborare come giornalista per la Fratelli Fabbri per poi esordire come autore di fumetti scrivendo alcune sceneggiature per la serie per adulti Messalina edita da Renzo Barbieri per il quale, dal 1972, scrisse altre serie a fumetti di genere horror per adulti editi dalla Edifumetto come ad esempio Frankenstein, Lupo Bianco, Candida, Pompea e vari numeri delle serie antologiche Vampiro, Vampirissimo, I Notturni oltre che, insieme a Remo Pizzardi, decine di episodi della serie Lucifera; per la Ediperiodici, scrisse invece le serie Bonnie e Goldrake, oltre a serie horror come Oltretomba, Terror, Terror Blu, Storie Blu e Storie Nere. L'anno successivo collaborò anche con l'editore Furio Viano per il quale scrisse fino al 1977 sceneggiature per la serie western Vartàn e ideò e scrisse la serie Misterlady, disegnate da autori come Sandro Angiolini, Leonardo Gagliano e Enea Riboldi. Nello stesso anno, per la UP International degli editori Torelli e Fasani scrisse le serie Johnny Honda, e Petrosino. Collaborando con lo Studio Origa scrisse le serie Rolly Royce e Lady Lust. Dal 1975 al 1976 pubblicò sul Corriere dei ragazzi la serie Tom Boy, realizzata insieme a Silverio Pisu e disegnata da Nadir Quinto. Collaborò anche con l'Editoriale Corno pubblicando alcune storie sulle rivista antologica Eureka e creando le serie Jonesco e Angel & Angel per la rivista Adamo.
Negli anni ottanta scrisse la serie Paninaro che arrivò a vendere 140 000 copie e venne pubblicata fino al 1989.